# Santiago Darraidou
Santiago Pedro Darraidou (Buenos Aires, 24 novembre 1980) è un pallavolista argentino, opposto del Ciudad.

## Carriera

### Club
La carriera di Santiago Darraidou inizia in Argentina, nella squadra della città di Salta, esperienza che precede il trasferimento nel massimo campionato italiano alla Modena per la stagione 2002-03. Nel campionato successivo si trasferisce in Grecia, all'Orestiada, mentre per l'annata 2004-05 gioca nel Fenerbahçe, squadra turca con sede a Istanbul.
Nel 2004-05 torna in patria, dove disputa un campionato nelle file del Bolívar, prima di passare allo Ulbra, club militante nella Superliga brasiliana. Il ritorno in Europa avviene nella stagione 2007-08, quando cambia tre squadre in poco tempo: Ethnikos Alexandroupolīs, Yenişehir e Almería. Dopo due nuove esperienze in Italia nel campionato di Serie A2 alla La Fenice Isernia e all'Argos, inframezzate da una stagione all'AEK Atene, l'opposto torna definitivamente in Argentina, giocando nel Bella Vista e nel Sarmiento, dove milita due annate.
Nel campionato 2014-15 veste nuovamente la maglia del Bolívar, vincendo la Coppa ACLAV, mentre nel campionato seguente difende i colori dell'UNTreF, aggiudicandosi la Coppa Argentina. Nella stagione 2016-17 approda per un biennio al Ciudad, col quale vince la Coppa ACLAV 2017; nel campionato 2018-19 torna all'UNTreF, conquistando la Coppa Desafío e la Coppa Challenge, prima di ritornare al Ciudad nel campionato seguente.

### Nazionale
Viene convocato dalla sua nazionale per il mondiale del 2002, dove raggiunge la nona posizione; partecipa inoltre ai Giochi Olimpici di Atene 2004. In seguito vince la medaglia d'oro alla Coppa panamericana 2017 e quella di bronzo al campionato sudamericano 2017.

## Palmarès

### Club
- Coppa ACLAV: 2

2014, 2017
- Coppa Argentina: 1

2016
- Coppa Desafío: 1

2019
- Coppa Challenge: 1

2019

### Nazionale (competizioni minori)
- Coppa Panamericana 2017

### Premi individuali
- 2005 - Coppa America: Miglior muro
- 2014 - Liga Argentina de Voleibol: Miglior realizzatore